# Vila do Abraão

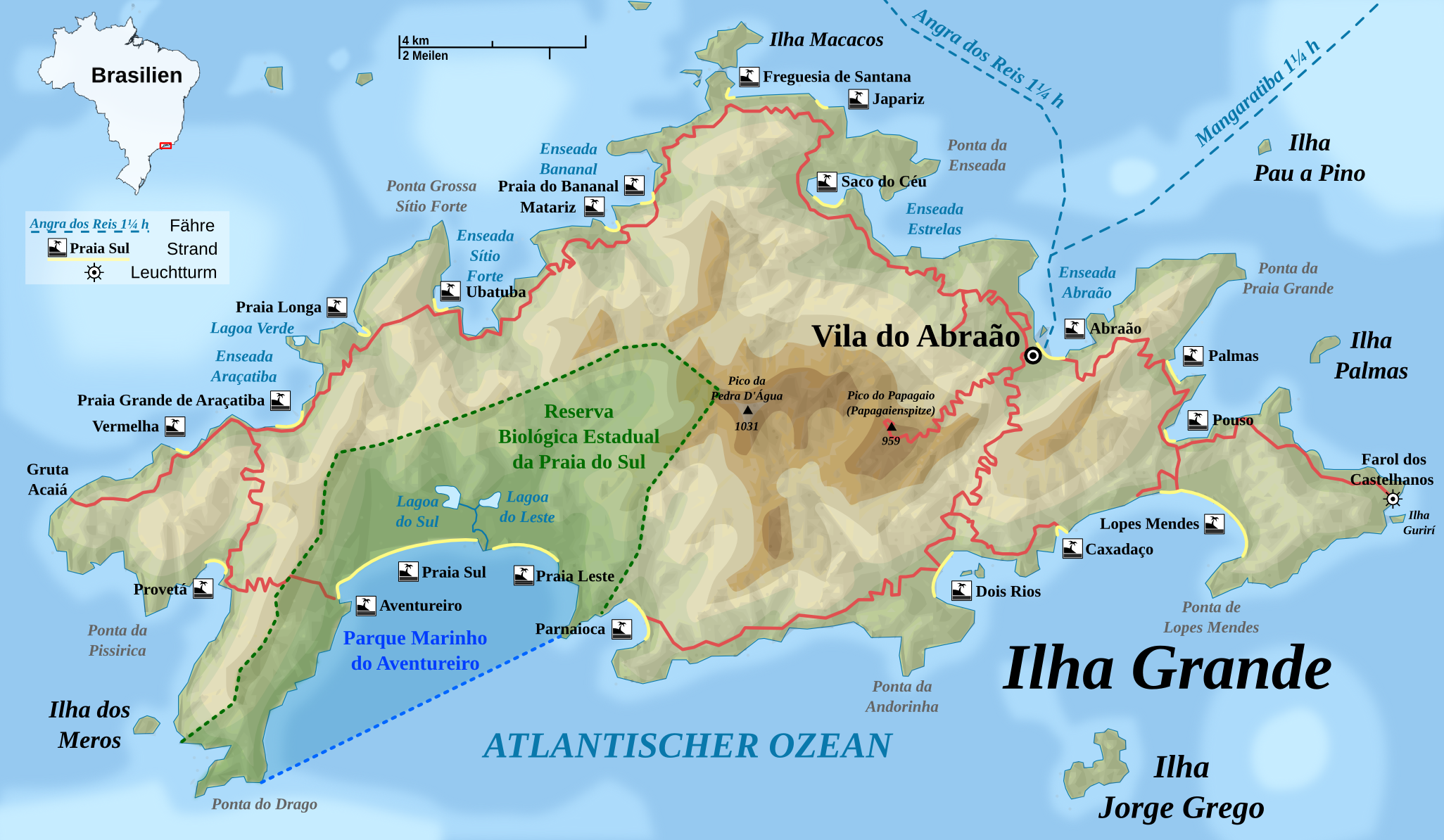
Topografische Karte

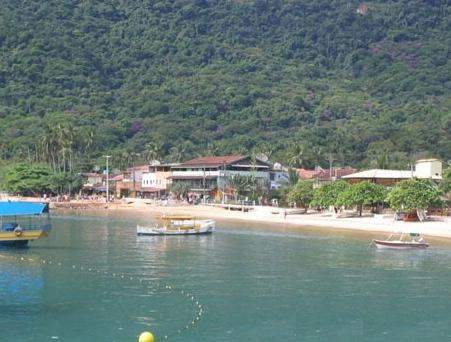
Blick auf Vila do Abraão vom Meer aus

Vila do Abraão (portugiesisch für Abrahamsdorf), kurz Abraão, ist der Hauptort der Insel Ilha Grande, welche Teil der Gemeinde Angra dos Reis im Süden des brasilianischen Bundesstaates Rio de Janeiro ist. 
Der Ort im Nordosten der Insel hat etwa 3000 Einwohner.

## Wirtschaft

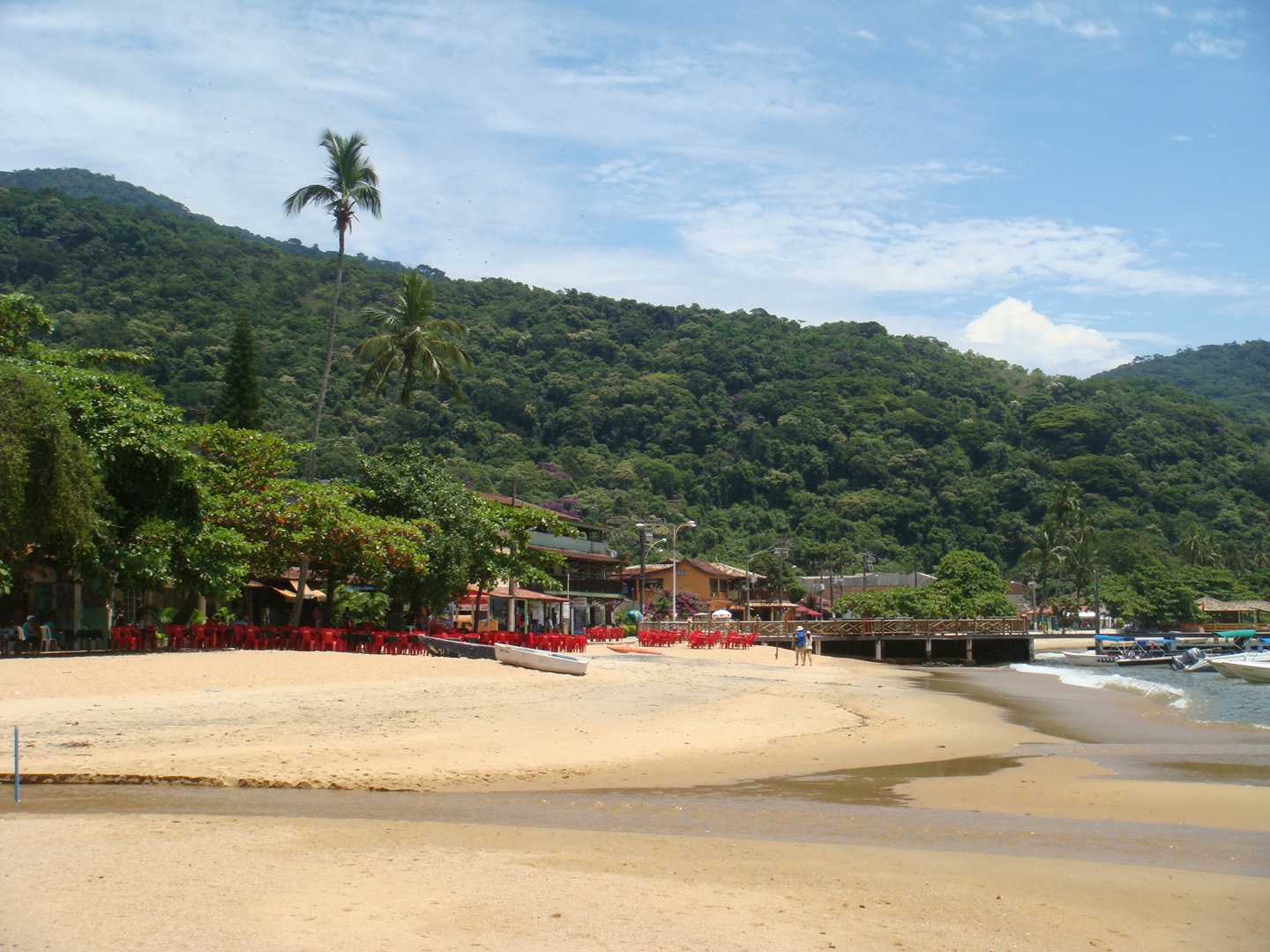
Der Strand von Vila do Abraão

Der am Rande des Naturparks der Ilha Grande gelegene Ort lebt vom nationalen und internationalen Tourismus. Es gibt im Ort ca. 100 Pensionen und eine Flotte von Segelschiffen, die tägliche Ausflüge in die Umgebung und den Naturpark durchführen. Automobile sind auf der gesamten Insel nicht zugelassen.
Vila do Abraão verfügt über einen Tauchstützpunkt und ein Touristeninformationsbüro. 
Es besteht ein täglicher Fährverkehr von Vila do Abraão mit Angra dos Reis und Mangaratiba. Die Fahrzeit beträgt jeweils ca. 75 Minuten für eine Entfernung von rund 25 km. 
Der Ort ist Ausgangspunkt für Ausflüge in den Nationalpark Ilha Grande und anderen Sehenswürdigkeiten der Insel wie z. B. der Aufstieg auf den nahe gelegenen, mit 982 m zweithöchsten Berg der Insel, dem Pico do Papagaio, der „Papageienspitze“.

## Geschichte
Vila do Abraão war im 18. Jahrhundert als Zentrum der Ilha Grande der Hauptumschlagsplatz des Sklavenhandels für den südlichen Teil des Gebiets von Rio de Janeiro. In einer der dunkelsten Epochen der brasilianischen Geschichte landeten über 200 Jahre lang an den Stränden von Palmas und Dois Rios Schiffe mit Männern, Frauen und Kindern aus Afrika, bestimmt für die schwere Arbeit auf den Zuckerrohrplantagen und Fazendas (Bauernhöfen) von Rio de Janeiro. 
Um nach der Abschaffung der Sklaverei 1850 den wachsenden Arbeitskräftebedarf decken zu können, öffnete Brasilien die Tore für vorwiegend europäische und asiatischen Einwanderer. Da einige dieser Länder zu dieser Zeit von Cholera- und anderen Epidemien befallen waren, ließ Kaiser Dom Pedro I. auf der Ilha Grande ein Quarantänelazarett in der Nähe von Vila do Abraão errichten, in dem sich die Immigranten eine Zeit lang aufhalten mussten, bis sie „offiziell“ nach Brasilien einreisen durften. Die Ruinen des Lazarettes sind heute, wenngleich von atlantischem Regenwald überwachsen, immer noch vorhanden.